# Memoriał Mariana Rosego 1977
Memoriał Mariana Rosego 1977 – 3. edycja turnieju żużlowego, który miał na celu upamiętnienie polskiego żużlowca Mariana Rosego, który zginął tragicznie w 1970 roku, odbyła się 26 czerwca 1977 roku w Toruniu. Turniej miał się odbyć w 1976 roku, jednak z powodu tragicznej śmierci Kazimierza Araszewicza oraz wypadku samochodowego Jerzego Kniazia nie odbył się w planowanym terminie. Turniej wygrał Zenon Plech.

## Wyniki
- Toruń, 26 czerwca 1977
- NCD: Zenon Plech – 76,60 w wyścigu 20
- Sędzia: Ryszard Kowalski

| Msc. | Zawodnik              | Klub           | Pkt |               |  |
| ---- | --------------------- | -------------- | --- | ------------- |  |
| 1    | Zenon Plech           | Gdańsk         | 15  | (3,3,3,3,3)   |  |
| 2    | Jerzy Kniaź           | Toruń          | 13  | (2,3,2,3,3)   |  |
| 3    | Mieczysław Woźniak    | Gorzów Wlkp.   | 11  | (0,3,3,3,2)   |  |
| 4    | Henryk Żyto           | Gdańsk         | 10  | (3,d,3,3,1)   |  |
| 5    | Janusz Plewiński      | Toruń          | 10  | (3,1,3,2,1)   |  |
| 6    | Robert Słaboń         | Wrocław        | 9   | (2,2,2,d,3)   |  |
| 7    | Andrzej Marynowski    | Gdańsk         | 8   | (3,w,1,1,3)   |  |
| 8    | Zbigniew Marcinkowski | Toruń          | 8   | (2,2,d,2,2)   |  |
| 9    | Jan Ząbik             | Toruń          | 7   | (2,3,1,1,d)   |  |
| 10   | Piotr Bruzda          | Wrocław        | 6   | (0,2,2,1,1)   |  |
| 11   | Kazimierz Bury        | Świętochłowice | 5   | (0,1,0,2,2)   |  |
| 12   | Ryszard Fabiszewski   | Gorzów Wlkp.   | 4   | (0,0,2,2,w)   |  |
| 13   | Zygmunt Słowiński     | Toruń          | 4   | (1,d,ust,1,2) |  |
| 14   | Bogdan Krzyżaniak     | Grudziądz      | 4   | (1,1,1,0,1)   |  |
| 15   | Paweł Waloszek        | Świętochłowice | 3   | (1,2,0,d,0)   |  |
| 16   | Roman Kościecha       | Grudziądz      | 2   | (1,u,1,0,u)   |  |
|      | rez. Adam Olkiewicz   | Toruń          |     | (ns)          |  |

Bieg po biegu
1. [80,20] Żyto, Kniaź, Krzyżaniak, Woźniak
2. [76,80] Plech, Ząbik, Kościecha, Fabiszewski
3. [80,40] Plewiński, Marcinkowski, Słowiński, Bruzda
4. [78,80] Marynowski, Słaboń, Waloszek, Bury
5. [78,00] Plech, Słaboń, Plewiński, Żyto (d)
6. [80,60] Kniaź, Waloszek, Kościecha (u), Słowiński (d)
7. [79,00] Ząbik, Bruzda, Krzyżaniak, Marynowski (w)
8. [79,60] Woźniak, Marcinkowski, Bury, Fabiszewski
9. [79,20] Żyto, Bruzda, Kościecha, Bury
10. [78,00] Plech, Kniaź, Marynowski, Marcinkowski (d)
11. [79,00] Plewiński, Fabiszewski, Krzyżaniak, Waloszek
12. [78,80] Woźniak, Słaboń, Ząbik, Słowiński (ust)
13. [80,00] Żyti, Marcinkowski, Ząbik, Waloszek (d)
14. [78,40] Kniaź, Fabiszewski, Bruzda, Słaboń (d)
15. [77,40] Plech, Bury, Słowiński, Krzyżaniak
16. [78,40] Woźniak, Plewiński, Marynowski, Kościecha
17. [78,20] Marynowski, Słowiński, Żyto, Fabiszewski (w)
18. [78,40] Kniaź, Bury, Plewiński, Ząbik (d)
19. [79,20] Słaboń, Marcinkowski, Krzyżaniak, Kościecha (u)
20. [76,60] Plech, Woźniak, Bruzda, Waloszek